# Чемпионат СССР по лёгкой атлетике 1977
Лично-командный чемпионат СССР по лёгкой атлетике 1977 года проходил с 26 по 29 июля в Москве на Центральном стадионе имени В. И. Ленина. На протяжении четырёх дней было разыграно 38 комплектов медалей.
В беге на 400 метров среди женщин новый рекорд СССР установила Марина Сидорова — 50,98. Спортсменка из Ленинграда также выиграла бег на 200 метров и стала второй в эстафете 4×100 метров.
Двукратный олимпийский чемпион 1972 года Валерий Борзов вновь был вне конкуренции на спринтерских дистанциях у мужчин. В четвёртый раз в карьере он выиграл три золотых медали на чемпионате СССР: 100 м, 200 м и эстафета 4×100 м (аналогичного успеха он добивался в 1971, 1974 и 1975 годах). Всего на его счету после первенства 1977 года стало 17 титулов чемпиона страны, из них 13 — в индивидуальных дисциплинах (100 и 200 метров).
Победный дубль в беге на средние дистанции сделал Владимир Пономарёв, оказавшийся самым быстрым на 800 и 1500 метрах.
Фаина Мельник выиграла женское метание диска в седьмой раз в карьере (шестой подряд), для Валерия Подлужного чемпионское звание в прыжке в длину стало пятым подряд.
В прыжке с шестом Владимир Кишкун показал лучший результат в истории национальных первенств (5,55 м), всего 4 сантиметра уступив рекорду страны.
В течение 1977 года в различных городах были проведены также чемпионаты СССР в отдельных дисциплинах лёгкой атлетики:
- 6 марта — чемпионат СССР по кроссу (Тирасполь)
- 24 апреля — чемпионат СССР по кроссу (Ташкент)
- 2—3 июля — чемпионат СССР по многоборьям (Рига)

## Командное первенство
| Место | Команда   |
| ----- | --------- |
| 1     | Ленинград |
| 2     | Москва    |
| 3     | РСФСР     |

## Призёры

### Мужчины
| Дисциплина             | Золото                                                                                      | Золото    | Серебро                                                                      | Серебро   | Бронза                                                                                         | Бронза    |
| ---------------------- | ------------------------------------------------------------------------------------------- | --------- | ---------------------------------------------------------------------------- | --------- | ---------------------------------------------------------------------------------------------- | --------- |
| 100 м                  | Валерий Борзов Украинская ССР Киев                                                          | 10,41     | Александр Аксинин Ленинград                                                  | 10,48     | Юрий Силов Латвийская ССР Рига                                                                 | 10,51     |
| 200 м                  | Валерий Борзов Украинская ССР Киев                                                          | 20,81     | Николай Колесников Ленинград                                                 | 20,96     | Алексей Голоурный Украинская ССР Киев                                                          | 21,22     |
| 400 м                  | Валерий Юрченко РСФСР Краснодар                                                             | 46,83     | Виктор Никаноров РСФСР Череповец                                             | 46,90     | Павел Литовченко Москва                                                                        | 47,07     |
| 800 м                  | Владимир Пономарёв РСФСР Ростов-на-Дону                                                     | 1.47,2    | Сергей Чирков Ленинград                                                      | 1.47,3    | Александр Гончаров РСФСР Тамбов                                                                | 1.47,3    |
| 1500 м                 | Владимир Пономарёв РСФСР Ростов-на-Дону                                                     | 3.40,2    | Анатолий Мамонтов Молдавская ССР Кишинёв                                     | 3.40,3    | Владимир Ерохин РСФСР Ставрополь                                                               | 3.40,9    |
| 5000 м                 | Анатолий Недыбалюк Украинская ССР Винница                                                   | 13.41,4   | Михаил Улымов РСФСР Волгоград                                                | 13.42,2   | Энн Селлик Эстонская ССР Тарту                                                                 | 13.42,5   |
| 10 000 м               | Леонид Мосеев РСФСР Челябинск                                                               | 28.40,0   | Иван Парлуй РСФСР Смоленск                                                   | 28.40,6   | Владимир Меркушин Белорусская ССР Минск                                                        | 28.41,5   |
| Марафон                | Виктор Зубов РСФСР Пермь                                                                    | 2:19.28,3 | Николай Пензин Казахская ССР Алма-Ата                                        | 2:20.36,8 | Сатымкул Джуманазаров Киргизская ССР Фрунзе                                                    | 2:20.52,5 |
| 3000 м с препятствиями | Владимир Лисовский Ленинград                                                                | 8.28,7    | Владимир Исаков РСФСР Иваново                                                | 8.30,9    | Сергей Скрипка Грузинская ССР Тбилиси                                                          | 8.31,0    |
| 110 м с барьерами      | Эдуард Переверзев Москва                                                                    | 13,80     | Виктор Мясников Белорусская ССР Минск                                        | 13,90     | Вячеслав Кулебякин Ленинград                                                                   | 13,91     |
| 400 м с барьерами      | Василий Архипенко Украинская ССР Донецк                                                     | 50,03     | Дмитрий Стукалов Москва                                                      | 50,55     | Владимир Пегов Ленинград                                                                       | 50,56     |
| Прыжок в высоту        | Александр Григорьев Белорусская ССР Минск                                                   | 2,23 м    | Владимир Андреев РСФСР Куйбышев                                              | 2,21 м    | Сергей Сенюков Украинская ССР Черновцы                                                         | 2,18 м    |
| Прыжок с шестом        | Владимир Кишкун Ленинград                                                                   | 5,55 м    | Владимир Трофименко Ленинград                                                | 5,20 м    | Алексей Дудка РСФСР Ростов-на-Дону                                                             | 5,20 м    |
| Прыжок в длину         | Валерий Подлужный Украинская ССР Донецк                                                     | 7,82 м    | Владимир Цепелёв Азербайджанская ССР Баку                                    | 7,81 м    | Алексей Переверзев Москва                                                                      | 7,80 м    |
| Тройной прыжок         | Анатолий Пискулин Ленинград                                                                 | 16,92 м   | Виктор Паршенков РСФСР Калуга                                                | 16,50 м   | Николай Синичкин Москва                                                                        | 16,47 м   |
| Толкание ядра          | Валерий Войкин Ленинград                                                                    | 20,38 м   | Александр Носенко Украинская ССР Киев                                        | 20,08 м   | Римантас Плунге Литовская ССР Каунас                                                           | 19,52 м   |
| Метание диска          | Николай Вихор Москва                                                                        | 62,08 м   | Владимир Ляхов РСФСР Московская область                                      | 61,34 м   | Владимир Раев Москва                                                                           | 60,68 м   |
| Метание молота         | Александр Козлов РСФСР Ставрополь                                                           | 75,70 м   | Валентин Дмитренко Украинская ССР Запорожье                                  | 74,72 м   | Борис Зайчук Москва                                                                            | 74,34 м   |
| Метание копья          | Николай Гребнев Белорусская ССР Витебск                                                     | 86,54 м   | Василий Ершов Украинская ССР Запорожье                                       | 81,54 м   | Улдис Дониньш Латвийская ССР Рига                                                              | 81,34 м   |
| Ходьба на 20 км        | Анатолий Соломин Украинская ССР Киев                                                        | 1:28.15,2 | Борис Яковлев Украинская ССР Киев                                            | 1:28.15,8 | Николай Туринцев РСФСР Курган                                                                  | 1:30.03,0 |
| Ходьба на 50 км        | Альвидас Балтадуонис Литовская ССР Клайпеда                                                 | 4:09.18,0 | Юрий Андрущенко Украинская ССР Киев                                          | 4:10.47,1 | Александр Березин Ленинград                                                                    | 4:11.44,9 |
| Эстафета 4×100 м       | Украинская ССР · Владимир Игнатенко · Валентин Цехович · Алексей Голоурный · Валерий Борзов | 39,93     | Ленинград Евгений Ковалёв Юрий Науменко Александр Аксинин Николай Колесников | 40,00     | Москва Борис Изместьев Михаил Лебедев Александр Королёв Семён Ваханелов                        | 40,24     |
| Эстафета 4×400 м       | РСФСР · Семён Кочер · Виктор Никаноров · Валерий Юрченко · Вячеслав Доценко                 | 3.06,7    | Москва Павел Литовченко Леонид Королёв Юрий Лебедев Михаил Линге             | 3.07,8    | Белорусская ССР · Евгений Гавриленко · Владимир Носенко · Олег Булаткин · Александр Башаркевич | 3.08,2    |

### Женщины
| Дисциплина        | Золото                                                                      | Золото  | Серебро                                                                      | Серебро | Бронза                                                                            | Бронза  |
| ----------------- | --------------------------------------------------------------------------- | ------- | ---------------------------------------------------------------------------- | ------- | --------------------------------------------------------------------------------- | ------- |
| 100 м             | Людмила Маслакова Москва                                                    | 11,40   | Людмила Сторожкова Москва                                                    | 11,40   | Татьяна Пророченко Украинская ССР Запорожье                                       | 11,67   |
| 200 м             | Марина Сидорова Ленинград                                                   | 22,83   | Татьяна Пророченко Украинская ССР Запорожье                                  | 23,20   | Людмила Сторожкова Москва                                                         | 23,42   |
| 400 м             | Марина Сидорова Ленинград                                                   | 50,98   | Наталья Соколова Москва                                                      | 52,54   | Надежда Ильина Москва                                                             | 52,74   |
| 800 м             | Светлана Стыркина Москва                                                    | 1.58,7  | Татьяна Казанкина Ленинград                                                  | 1.59,3  | Татьяна Провидохина Ленинград                                                     | 1.59,4  |
| 1500 м            | Татьяна Казанкина Ленинград                                                 | 4.04,2  | Людмила Брагина РСФСР Краснодар                                              | 4.07,0  | Валентина Ильиных РСФСР Свердловск                                                | 4.09,9  |
| 3000 м            | Ирина Бондарчук Ленинград                                                   | 8.59,3  | Раиса Садрейдинова РСФСР Ульяновск                                           | 9.07,0  | Светлана Ульмасова Узбекская ССР Андижан                                          | 9.12,0  |
| 100 м с барьерами | Любовь Никитенко Казахская ССР Алма-Ата                                     | 13,01   | Ирина Литовченко Москва                                                      | 13,10   | Наталья Лебедева Москва                                                           | 13,11   |
| 400 м с барьерами | Татьяна Сторожева РСФСР Краснодар                                           | 56,38   | Ингрида Баркане Латвийская ССР Рига                                          | 57,82   | Татьяна Зеленцова Москва                                                          | 58,28   |
| Прыжок в высоту   | Татьяна Бойко Белорусская ССР Витебск                                       | 1,87 м  | Лариса Кузиленкова Молдавская ССР Кишинёв                                    | 1,85 м  | Алла Федорчук Белорусская ССР Минск                                               | 1,83 м  |
| Прыжок в длину    | Ольга Рукавишникова РСФСР Казань                                            | 6,43 м  | Нина Краузе Казахская ССР Алма-Ата                                           | 6,40 м  | Вильгельмина Бардаускене Литовская ССР Вильнюс                                    | 6,28 м  |
| Толкание ядра     | Светлана Крачевская Москва                                                  | 20,46 м | Вера Цапкаленко Украинская ССР Одесса                                        | 19,51 м | Тамара Буфетова Москва                                                            | 19,22 м |
| Метание диска     | Фаина Мельник Москва                                                        | 67,92 м | Наталья Горбачёва Ленинград                                                  | 65,46 м | Татьяна Бережная Москва                                                           | 64,48 м |
| Метание копья     | Надежда Якубович Москва                                                     | 60,78 м | Нина Никанорова Ленинград                                                    | 57,30 м | Ядвига Путинене Литовская ССР Клайпеда                                            | 56,64 м |
| Эстафета 4×100 м  | Москва Людмила Маслакова Людмила Сторожкова Татьяна Синёва Наталья Лебедева | 44,13   | Ленинград Валентина Просяная Вера Никитина Татьяна Анисимова Марина Сидорова | 44,43   | РСФСР · Людмила Кондратьева · Ирина Тимофеева · Елена Балашова · Наталья Матвеева | 44,75   |
| Эстафета 4×400 м  | Москва Наталья Соколова Светлана Стыркина Надежда Ильина Ирина Багрянцева   | 3.28,1  | РСФСР · Ольга Минеева · Марина Макеева · Надежда Мушта · Татьяна Сторожева   | 3.32,2  | Латвийская ССР · Ингрида Баркане · Инта Климовича · Марите Аренте · Рита Вилциня  | 3.36,9  |

## Чемпионат СССР по кроссу
Чемпионат СССР по кроссу 1977 года прошёл 6 марта в Тирасполе, Молдавская ССР.

### Мужчины
| Дисциплина  | Золото                                  | Золото  | Серебро                                 | Серебро | Бронза                                    | Бронза  |
| ----------- | --------------------------------------- | ------- | --------------------------------------- | ------- | ----------------------------------------- | ------- |
| Кросс 8 км  | Александр Антипов Литовская ССР Вильнюс | 23.47,4 | Энн Селлик Эстонская ССР Тарту          | 23.54,8 | Александр Горенко Москва                  | 23.57,0 |
| Кросс 14 км | Леонид Мосеев РСФСР Челябинск           | 42.59,8 | Владимир Меркушин Белорусская ССР Минск | 43.02,4 | Александр Кузнецов Казахская ССР Алма-Ата | 43.02,6 |

### Женщины
| Дисциплина | Золото                     | Золото | Серебро                                      | Серебро | Бронза                                   | Бронза |
| ---------- | -------------------------- | ------ | -------------------------------------------- | ------- | ---------------------------------------- | ------ |
| Кросс 1 км | Надежда Мушта РСФСР Брянск | 2.53,5 | Екатерина Порывкина РСФСР Московская область | 2.55,8  | Раиса Гайбадуллина РСФСР Уфа             | 2.56,2 |
| Кросс 3 км | Ирина Бондарчук Ленинград  | 9.31,6 | Людмила Брагина РСФСР Краснодар              | 9.33,0  | Светлана Ульмасова Узбекская ССР Андижан | 9.35,6 |

## Чемпионат СССР по кроссу
24 апреля 1977 года в финале XVI Всесоюзного кросса на призы газеты «Правда» были разыграны медали чемпионата СССР на дистанциях 14 км у мужчин и 2 км у женщин. Соревнования прошли в Ташкенте, столице Узбекистана.

### Мужчины
| Дисциплина  | Золото                        | Золото  | Серебро                                   | Серебро | Бронза               | Бронза  |
| ----------- | ----------------------------- | ------- | ----------------------------------------- | ------- | -------------------- | ------- |
| Кросс 14 км | Леонид Мосеев РСФСР Челябинск | 42.19,6 | Александр Кузнецов Казахская ССР Алма-Ата | 42.50,2 | Юрий Михайлов Москва | 42.52,4 |

### Женщины
| Дисциплина | Золото                          | Золото | Серебро                                  | Серебро | Бронза                                       | Бронза |
| ---------- | ------------------------------- | ------ | ---------------------------------------- | ------- | -------------------------------------------- | ------ |
| Кросс 2 км | Людмила Брагина РСФСР Краснодар | 5.55,6 | Светлана Ульмасова Узбекская ССР Андижан | 5.56,8  | Екатерина Порывкина РСФСР Московская область | 5.57,4 |

## Чемпионат СССР по многоборьям
Чемпионы страны в многоборьях определились 2—3 июля в латвийской Риге на стадионе «Даугава». Александр Гребенюк из Ставрополя, несмотря на отсутствие конкуренции, на 10 очков улучшил свой же рекорд СССР. Новым ориентиром для советских многоборцев стала сумма 8478 очков. С 1977 года изменился регламент проведения женского пятиборья: последним видом вместо бега на 200 метров была включена дистанция 800 метров. Отсчёт рекордов начался с нуля, поэтому результат чемпионки страны Екатерины Смирновой (4621 очко) также превысил всесоюзное достижение.

### Мужчины
| Дисциплина   | Золото                              | Золото            | Серебро                     | Серебро          | Бронза                             | Бронза            |
| ------------ | ----------------------------------- | ----------------- | --------------------------- | ---------------- | ---------------------------------- | ----------------- |
| Десятиборье* | Александр Гребенюк РСФСР Ставрополь | 8478 очков (8400) | Владимир Анисимов Ленинград | 7831 очко (7735) | Анатолий Карташов РСФСР Ставрополь | 7775 очков (7601) |

### Женщины
| Дисциплина | Золото                           | Золото           | Серебро                               | Серебро          | Бронза                                   | Бронза            |
| ---------- | -------------------------------- | ---------------- | ------------------------------------- | ---------------- | ---------------------------------------- | ----------------- |
| Пятиборье* | Екатерина Смирнова РСФСР Рыбинск | 4621 очко (4631) | Надежда Карякина Армянская ССР Ереван | 4541 очко (4520) | Надежда Ткаченко Украинская ССР Макеевка | 4538 очков (4500) |

* Для определения победителя в соревнованиях многоборцев использовалась старая система начисления очков. Пересчёт с использованием современных таблиц перевода результатов в баллы приведён в скобках.